# Graniczna Placówka Kontrolna Ogrodniki
Graniczna Placówka Kontrolna Ogrodniki – zlikwidowany pododdział Wojsk Ochrony Pogranicza wykonujący kontrolę graniczną osób, towarów i środków transportu bezpośrednio w przejściu granicznym na granicy ze Związkiem Radzieckim.

Graniczna Placówka Kontrolna Straży Granicznej w Ogrodnikach – zlikwidowana graniczna jednostka organizacyjna Straży Granicznej wykonująca kontrolę graniczną osób, towarów i środków transportu bezpośrednio w przejściu granicznym na granicy z Republiką Litewską.

## Formowanie i zmiany organizacyjne
Graniczna Placówka Kontrolna Ogrodniki (GPK Ogrodniki) została utworzona 1 sierpnia 1988 w strukturach Podlasko-Mazurskiej Brygady WOP w Białymstoku i przejęła od strażnicy WOP Sejny wykonywanie bezpośrednio kontroli granicznej osób, towarów i środków transportu:
- przejście graniczne Ogrodniki – drogowe (lokalnego znaczenia) – rejon znaku granaicznego nr 1855[2].

Graniczna Placówka Kontrolna Ogrodniki do 15 maja 1991 była w strukturach Podlasko-Mazurskiej Brygady WOP.
Straż Graniczna:
15 maja 1991 po rozwiązaniu Wojsk Ochrony Pogranicza, 16 maja 1991 Graniczna Placówka Kontrolna Ogrodniki weszła w podporządkowanie Podlaskiego Oddziału Straży Granicznej w Białymstoku i przyjęła nazwę Graniczna Placówka Kontrolna Straży Granicznej w Ogrodnikach.
W ramach reorganizacji struktur Straży Granicznej związanej z przygotowaniem Polski do wstąpienia, do Unii Europejskiej i przystąpieniem do Traktatu z Schengen. Podczas restrukturyzacji wprowadzono kompleksową ochronę granicy już na najniższym szczeblu organizacyjnym tj. strażnica i graniczna placówka kontrolna. Wprowadzona całościowa ochrona granicy zniosła podział na graniczne jednostki organizacyjne ochraniające tylko tzw. „zieloną granicę” i prowadzące tylko kontrole ruchu granicznego. W wyniku tego 2 stycznia 2003 w skład granicznej placówki kontrolnej Straży Granicznej w Ogrodnikach weszła Strażnica Straży Granicznej w Sejnach (Strażnica SG w Sejnach).
Graniczna Placówka Kontrolna Straży Granicznej w Ogrodnikach pod tą nazwą funkcjonowała do 23 sierpnia 2005 i 24 sierpnia 2005, kiedy to została przekształcona na Placówkę Straży Granicznej w Ogrodnikach (PSG w Ogrodnikach).

## Ochrona granicy
W 2002 po stronie litewskiej na długości 102,4 km ochraniał granicę SOGP w Łodziejach.

### Podległe przejścia graniczne
- Ogrodniki-Lazdijai – drogowe[5].

## Wydarzenia
- 1994 – 23 listopada w przejściu granicznym Ogrodniki-Lazdijai, szer. Józef Kamiński z GPK SG w Ogrodnikach, zatrzymał samochód typu TIR z przemytem papierosów o wartości ok. 10 mld. starych złotych[7].
- 1999 – w przejściu granicznym Ogrodniki-Lazdijai, funkcjonariusze GPK SG w Ogrodnikach, zatrzymali 41 samochodów. Były to przeważnie najdroższe modele znanych firm motoryzacyjnych[8].

## Dowódcy/Komendanci granicznej placówki kontrolnej
Dowódców i komendantów strażnicy podano za Zarys historyczny Służb Granicznych na Sejneńszczyźnie. Muzeum Ziemi Sejneńskiej, s. 1.:
- kpt. Tadeusz Moroz[9] (8.08.1988[3]–15.05.1991)

Komendanci GPK SG:
- kpt. SG Tadeusz Moroz (16.05.1991–24.05.1991)
- mjr SG Henryk Kolada
- kpt. SG Kazimierz Duda
- mjr SG Kazimierz Kozicki (był w 2000[10]–był w 2004[11]).